# Bermudaanse dollar
De dollar is de munteenheid van Bermuda. Eén dollar is honderd cent.
Munten in circulatie: 1, 5, 10, 25 en 50 cent en 1 dollar. Het papiergeld is beschikbaar in 2, 5, 10, 20, 50 en 100 dollar.
Tot 1970 werd het Pond sterling als betaalmiddel gebruikt.
De waarde is sinds de invoering aan de Amerikaanse dollar gekoppeld: 1 US-$ is 1 BMD. De Bermuda-dollar wordt niet verhandeld buiten Bermuda. De Amerikaanse dollar wordt algemeen geaccepteerd als betaalmiddel in Bermuda.